# Ehemalige Großherzogliche Landwirtschaftskammer
Die ehemalige Großherzogliche Landwirtschaftskammer ist ein Bauwerk in Darmstadt, das unter Denkmalschutz steht.

## Architektur und Geschichte
Das Gebäude an der Rheinstraße wurde als Sitz der Großherzoglichen Landwirtschaftskammer im Jahr 1914 nach Plänen des Architekten und hessischen Baubeamten Wilhelm Thaler erbaut.
Stilistisch gehört das massiv wirkende Bauwerk mit seinem ausgebauten schiefergedeckten Mansarddach noch in die Phase des späten Historismus der Zeit vor dem Ersten Weltkrieg. Auffällig ist der Kontrast von Putzfassade und Naturstein-Gliederungen. Zu den bemerkenswerten Details des neubarocken Bauwerks gehören die von Bildhauer Heinrich Jobst geschaffenen vier Putten auf der Balkon-Balustrade über dem Haupteingang.
Im Jahre 1945 war das Gebäude vorübergehend Sitz der Deutschen Regierung des Landes Hessen. Nach 1945 beherbergte das Gebäude mehrere Abteilungen des Regierungspräsidiums Darmstadt.
Im Dezember 2014 kauften die Wella-Erben Gisa und Hans-Joachim Sander das Gebäude. Ursprünglich sollte das Haus als Kunstmuseum dienen. Im Juli 2017 gab das Ehepaar Sander Pläne bekannt, das Haus zum Hotel umzubauen.

## Denkmalschutz
Aus architektonischen und ortsgeschichtlichen Gründen ist das Bauwerk ein Kulturdenkmal.